# Don Cruickshank
Sir Donald Gordon Cruickshank (* 1944)  ist ein britischer Geschäftsmann, Akademiker und ehemaliger Regierungsbeamter.
Am 14. November 2006 wurde er von Königin Elisabeth II. als Knight Bachelor („Sir“) geadelt.

## Ausbildung
Seine Ausbildung absolvierte er an der University of Aberdeen, M.A., L.L.D. sowie an der Manchester Business School, M.B.A.

## Karriere / Zugehörigkeit
Cruickshank hatte bzw. hat mehrere bedeutende Positionen inne. Er ist Vorsitzender der Audioboom AG (seit Juni 2010), Verwaltungsrat bei Qualcomm (seit Juni 2005), Vorsitzender der Clinovia Group Ltd. (2004-06), Vorsitzender der Formscape Group Ltd. (2003-06), Mitglied des Financial Reporting Council (seit 2002), Vorsitzender des London Stock Exchanges plc. (2000–03), Vorsitzender von Action 2000 (1998–2000), Generaldirektor, U.K. des Office of Telecommunications (Oftel) (1993–98), Vorsitzender der SMGm (1999–2004), Mitglied des Institutes of Chartered Accountants of Scotland.

## University of Aberdeen
Sir Donald Cruickshank war Mitglied des Court der University of Aberdeen, ein Gouverneur und Vorsitzender des Regierungsausschusses. Er trat 2011 aus dem Court und governance committee zurück.